# Aglaosoma variegata
Aglaosoma variegata là một loài bướm đêm thuộc họ Thaumetopoeidae. Nó được tìm thấy ở New South Wales, Queensland và Victoria.

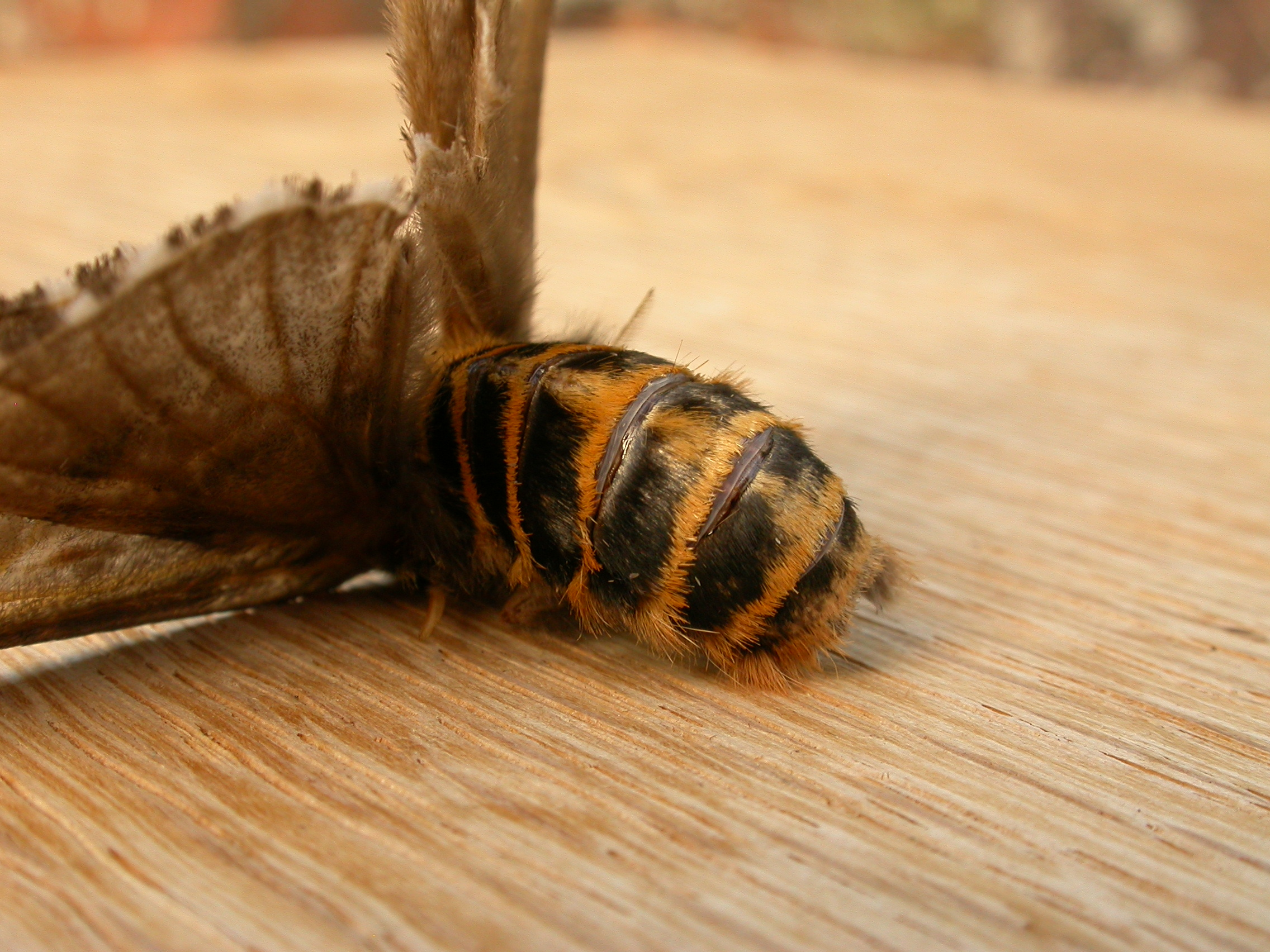

Con trưởng thành có màu nâu đậm và màu kem. Cánh sau màu kem với các đốm nâu dọc rìa.
Ấu trùng ăn nhiều loại cây khác nhau, bao gồm Acacia longifolia và Banksia ericifolia. Ấu trùng có màu xám nhạt và có lông.

## Hình ảnh

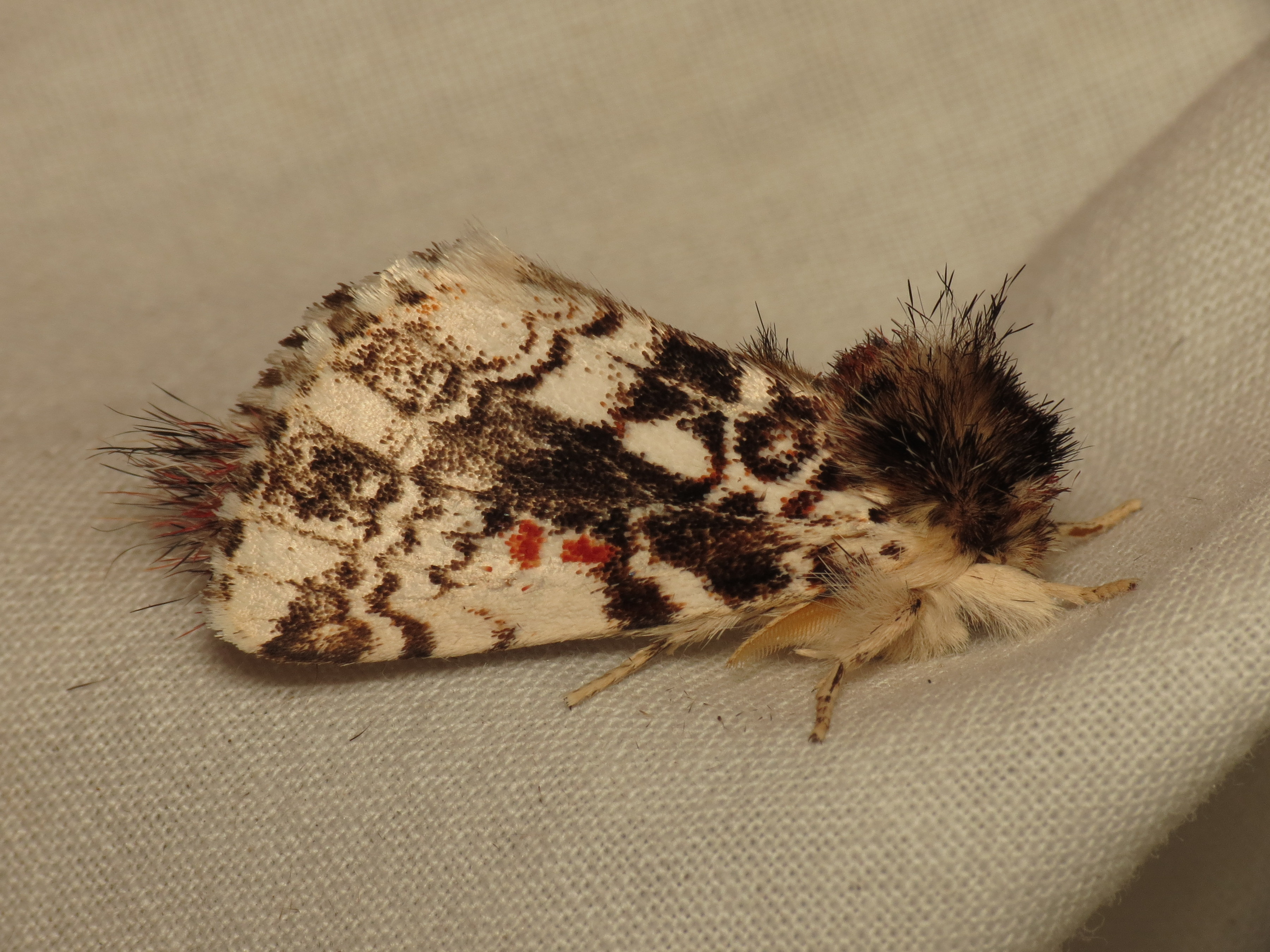